# Polystachya lindblomii
Polystachya lindblomii är en orkidéart som beskrevs av Rudolf Schlechter. Polystachya lindblomii ingår i släktet Polystachya och familjen orkidéer. Inga underarter finns listade i Catalogue of Life.